# Nikoloz Rachveli
Nikoloz Rachveli (em georgiano: ნიკოლოზ რაჭველი; Tbilisi, 15 de maio de 1979) é um maestro, compositor e gestor cultural da Geórgia. Atua na criação e orquestração de obras para teatro e cinema, incorporando elementos da música georgiana e internacional em suas composições.
Desde 2007, exerce o cargo de regente titular da Orquestra Filarmônica da Geórgia, além de dirigir o Centro Nacional de Música da Geórgia.

## Biografia
Estudou no Conservatório Estatal de Tbilisi, onde foi orientado pelo compositor georgiano Bidzina Kvernadze, e concluiu sua formação em composição em 2005. Também cursou a Universidade de Música e Artes Performativas de Viena entre 1999 e 2003, período em que participou de classes com músicos como Pierre Boulez, Luciano Berio e Michael Jarrell.
Além da carreira artística, Rachveli é autor de uma proposta de reforma na estrutura institucional da Orquestra Filarmônica da Geórgia, que permitiu, pela primeira vez, a escolha do diretor musical pelos próprios músicos da orquestra. Tornou-se, assim, o primeiro regente eleito para o cargo no país.
Entre os reconhecimentos que recebeu estão o Prêmio Rustaveli, uma das principais distinções culturais da Geórgia, e o título de Embaixador da Boa Vontade da UNICEF no país.